# Joseph Kreutzer
Joseph Kreutzer (Aquisgrana, 11 novembre 1790 – Düsseldorf, 16 giugno 1840) è stato un violinista e compositore tedesco.

## Biografia
Joseph Kreutzer nacque l'11 novembre 1790 ad Aquisgrana (italianizzato Aquisgrana), in Germania. Era figlio illegittimo di Wilhelm Kreutzer e di madre ignota. Della sua fanciullezza sappiamo solo che prese le prime lezioni di musica da Paul Kreutzer, probabilmente suo zio o suo cugino, e che incominciò la carriera di musicista componendo diversi brani per violino. Poco comunque si conosce della sua vita e tanto incerta è la sua figura che alcuni lo identificano come possibilmente imparentato col più celebre Rodolphe Kreutzer, anch'egli violinista. Debuttò  come abile violinista, comparendo già nel 1815 in una entusiastica recensione di un concerto tenutosi a Düsseldorf.
I progressi nella sua attività musicale lo portarono a diventare, sempre a Düsseldorf, Konzertmeister, o primo violino, e vicedirettore della Verein für Tonkunst. Dal 1820 il numero delle sue composizioni si intensificò arrivando a comprendere anche diverse opere per chitarra, sia come solista, sia come mezzo di accompagnamento in diverse formazioni cameristiche; non è però noto alcunché di una possibile attività di concertista od esecutore di chitarra.
Kreutzer rimase scapolo tutta la vita e con il passare degli anni divenne irritabile e litigioso, tanto da arrivare a usare la sua posizione di forza all'interno dell'orchestra per contrastare dal 1833 al 1835, la carriera del giovane Felix Mendelssohn. Il 19 aprile 1838 Kreutzer tenne il suo ultimo concerto pubblico, organizzato per l'occasione dal cugino Friedrich. Il programma comprendeva l'esecuzione di una Sonata per violino e pianoforte di Beethoven  e di un Concerto di Louis Spohr. Morì il 16 giugno 1840 a Düsseldorf.

## Opere
Malgrado le poche cose che si conoscono, Joseph Kreutzer è considerato dagli studiosi di chitarra uno dei padri della letteratura di questo strumento. Tra le composizioni per chitarra si ricordano i Rondò op. 23, il Grand Trio, i Trî op. 9 e le Variazioni op. 7.
L'attribuzione di altri lavori è molto più incerta; si menzionano alcune Sinfonie, dei Concerti, una canzone intitolata Lebewohl ed un Duo per violini.
Lo stile compositivo di Kreutzer è improntato da una varietà ed una fantasia tipicamente ottocentesche. Il carattere è piacevole, spiritoso, con un vago sapore mozartiano, seppur mai profondo ed impegnato. L'ottima padronanza formale con cui tratta le parti per chitarra lo rendono oggi un apprezzato mezzo didattico per lo strumento.